# 藤原繁
藤原 繁（ふじわら しげる、1907年（明治40年）10月8日 - 1978年（昭和53年）11月2日）は、東京市小石川生まれの教育者。父・藤原保次郎（岡山県議会議長）、母・ゆきの長男として出生。亜細亜大学の前身である興亜専門学校、また、その前身である国士舘専門学校興亜科創立を首唱。実質的創立者。
菊池武夫、岩田愛之助、太田耕造（のちの亜細亜大学初代学長）松尾忠二郎、副島義一（衆議院議員）らとともに大学発展に尽力した。
辞世の句は、「教え子に情けを夢の50年」

## 略歴
- 1907年（明治40年）10月8日　東京府にて父・藤原保次郎の長男として出生

栃木県宇都宮市西校尋常小学校、宇都宮中学（現宇都宮高校）卒
- 1929年（昭和4年）4月1日　国士舘専門学校入学　愛国学生連盟結成、機関誌「愛国青年」の編集・発行人
- 1933年（昭和8年）3月31日　国士舘専門学校卒業

4月1日　国士舘専門学校生徒課（生徒監）勤務
- 1937年（昭和12年）12月　愛国学生連盟学生を引率し、中支視察
- 1939年（昭和14年）4月1日　国士舘専門学校に独立経営の「興亜科」を発起創立、主事となる
- 1940年（昭和15年）8月5日　妻・靖子と結婚
- 1941年（昭和16年）4月8日　財団法人興亜協会、興亜専門学校の創立に参画し、学監・教授に就任
- 1948年（昭和23年）4月1日　日本経済専門学校（興亜専門学校を改称）渉外部担当
- 1952年（昭和27年）1月10日　学校法人猶興学園（日本経済専門学校を改組）日本経済短期大学総務となる

5月17日　学校法人亜細亜学園常務理事
- 1955年（昭和30年）4月1日　亜細亜大学設置に伴い亜細亜大学・日本経済短期大学総務部長
- 1973年（昭和48年）4月1日　亜細亜大学参与に就任
- 1975年（昭和50年）8月2日　学校法人亜細亜学園理事に就任
- 1978年（昭和53年）11月2日　肺癌のため死去　（71歳）